# Epirrhoe demarginata
Epirrhoe demarginata là một loài bướm đêm trong họ Geometridae.